# 國際保齡球總會
國際保齡球總會（Fédération Internationale des Quilleurs，FIQ）原是一個負責管理國際保齡球和九瓶保齡球運動的國際體育組織，於1952年成立。本會於1979年被國際奧林匹克委員會正式認可為保齡球運動的國際體育運動管理機構。2014年正式中止此名稱做為保齡球運動的國際體育運動管理機構。

## 歷年會員協會
| 年   | 協會          |
| 1952 | 5個國家協會   |
| 1954 | 15個國家協會  |
| 1959 | 17個國家協會  |
| 1961 | 32個國家協會  |
| 1969 | 41個國家協會  |
| 1975 | 52個國家協會  |
| 1981 | 64個國家協會  |
| 1987 | 73個國家協會  |
| 1991 | 79個國家協會  |
| 1995 | 89個國家協會  |
| 2007 | 134個國家協會 |

## 管理組織
國際保齡球總會為了管理十瓶保齡球和九瓶保齡球兩個項目，於1973年成立了世界十瓶保齡球總會(World Tenpin Bowling Association，WTBA)和世界九瓶保齡球總會(World Ninepin Bowling Association ，WNBA)。2014年世界十瓶保齡球總會正式改名稱為世界保齡球總會(World Bowling)，由世界保齡球總會(World Bowling)做為保齡球運動的國際體育運動管理機構。

## 外部連結
- 世界保齡球總會網站 （页面存档备份，存于）
- 世界九瓶保齡球總會網站 （页面存档备份，存于）